# Ali Doudou
Ali Doudou est un footballeur algérien né le 5 janvier 1927 à Annaba et mort le 5 septembre 2014 à Annaba.

## Biographie
Il a évolué comme gardien de but de l'USM Bône de 1945 à 1956. Après avoir gardé les buts de l’équipe de l’Armée de libération nationale au début 1957, il fait partie de l'équipe de football du FLN de 1958 à 1962. À l’indépendance, Ali Doudou, de retour à l’USM Bône devenue USM Annaba, remporte en 1964, le Championnat d'Algérie, raccroche les crampons en 1968. Il fait alors une carrière d’entraîneur et s’occupe de la formation des jeunes.
Il a reçu le prix d'Athir en 1986. En avril 2010, un jubilé lui a été offert à Annaba en présence de nombreux anciens joueurs du FLN.
Il est donc décédé le 5 septembre 2014 à l'âge de 87 ans des suites d'une longue maladie.

## Carrière

### Joueur en club
- 1945-1958 :  USM Bône
- 1962-1968 :  USM Annaba

### Joueur en sélection
- 1957-1958 :  ALN
- 1958-1962 :  FLN